# Завещание чудака
«Завещание чудака» (фр. Le Testament d’un excentrique) — роман французского писателя Жюля Верна, входящий в цикл «Необыкновенные путешествия». Роман был написан в 1897—1898 годах за шесть с половиной месяцев. Окончательный текст первого тома издатель — Этцель-сын — получил в июле 1898 года.

## Публикация
Первая публикация романа – в журнале Этцеля «Magasin d’Éducation et de Récréation» с 1 января по 15 декабря 1899 года. В отдельном издании роман первоначально был выпущен в двух книгах: первая – 3 августа; вторая – 20 ноября 1899 года. Обе они были проиллюстрированы Жоржем Ру. 27 ноября 1899 года вышло большое иллюстрированное издание романа (61 иллюстрация Жоржа Ру, некоторые из них цветные); это был тридцать пятый «сдвоенный» том «Необыкновенных путешествий».
На русском языке роман впервые был напечатан в 1900 году, в Санкт-Петербурге, в типографии Министерства путей сообщения. Через год новый перевод произведения вышел в издательстве И. Д. Сытина . В 1914 году роман был издан у А. Суворина.

## Сюжет
Шестеро случайно избранных счастливцев будут претендовать на огромное наследство покойного Уильяма Дж. Гиппербона, достойного жителя города Чикаго и члена «Клуба чудаков». И последнее чудачество миллионера будет состоять в том, что шестерым избранным придется разыграть наследство в игру — в диковинную, невероятную игру, полем для которой послужат сами Соединённые Штаты Америки.

## Критика
Роман «Завещание чудака» традиционно оценивается как не слишком удачный. Вот что писал по этому поводу внук писателя Жан Жюль-Верн:
Идея была забавной, и книга писалась с хорошим настроением. Но замысел познакомить читателей с географией США, на мой взгляд, был чересчур сложным. Это утяжеляло рассказ и снижало комизм сюжета. Стремление быть точным на этот раз сильно повредило писателю, сковало его остроумие.
Другие исследователи, напротив, считают это произведение «вершиной той игровой стихии, которая определяет собой позднее творчество писателя» . В нём подвергнуты реинтерпретации «фундаментальные коды американской культуры» 